# Gian Carlo Menotti
Gian Carlo Menotti, noto anche come Giancarlo Menotti (Cadegliano Viconago, 7 luglio 1911 – Monte Carlo, 1º febbraio 2007), è stato un compositore e librettista italiano.
Autore per la televisione dell'opera lirica di Natale Amahl and the Night Visitors, fu il fondatore nel 1958 del Festival dei Due Mondi e, nel 1977, a Charleston (Carolina del Sud), della versione statunitense del festival, lo Spoleto Festival USA.
I suoi lavori di maggior successo furono scritti negli anni quaranta e cinquanta. Oltre a scrivere i libretti delle sue opere, per le quali ha scelto personalmente i soggetti, Menotti diresse come regista la maggior parte della sua produzione teatrale.
Gian Carlo Menotti risulta imparentato, grazie soprattutto alla propria ascendenza materna, ad altri artisti quali Eugenio Pellini, Giacomo Martinetti e Ferdinando Pratesi.

## Biografia
Nacque da Alfonso e Ines Pellini. Menotti cominciò a scrivere canzoni all'età di sette anni, a 11 anni scrisse sia il libretto che la musica – secondo una prassi che avrebbe seguito per tutta la vita – per la sua prima opera, La morte di Pierrot. Si iscrisse al Conservatorio Verdi di Milano nel 1923.
Dopo la morte del padre, su consiglio di Arturo Toscanini, Menotti si trasferì con la madre nel 1927 negli Stati Uniti per iscriversi al Curtis Institute of Music di Filadelfia. Frequentò la classe di composizione di Rosario Scalero, insieme a Leonard Bernstein e Samuel Barber. Con quest'ultimo, a lungo suo compagno anche nella vita, lavorò a diverse opere, scrivendo anche il libretto per l'opera più famosa di Barber, Vanessa, che debuttò nel 1958 presso il Metropolitan Opera) e che vinse il Premio Pulitzer.
Fu al Curtis Institute che Menotti compose la sua prima opera matura, Amelia al ballo, su proprio testo in lingua italiana. In madrelingua sono inoltre The Island God e The Last Savage, che poi tradusse: tutti gli altri suoi lavori teatrali – di cui egli scrisse sempre il libretto in prima persona – sono in lingua inglese. Scrisse i libretti per due opere di Samuel Barber, la già citata Vanessa e A Hand of Bridge, e rivide quello di Antony and Cleopatra. Amelia ebbe tanto successo che la NBC gli commissionò un'opera per la radio: The Old Maid and the Thief diretta da Alberto Erede. In seguito, scrisse un balletto, Sebastian (1944), e un Concerto per pianoforte e orchestra (1945) prima di tornare all'opera con The Medium e The Telephone.
La sua prima opera di lunga durata fu The Consul (Il console), che debuttò nel 1950 e con la quale vinse il Premio Pulitzer per la musica e il premio della critica del New York Drama Circle per la migliore opera musicale, quest'ultimo riconoscimento nel 1954. Tre anni prima, nel 1951, Menotti aveva scritto la sua pregevole opera natalizia Amahl and the Night Visitors per l'Hallmark Hall of Fame. Il Pulitzer poteva essere attribuito solamente a cittadini statunitensi e quindi si presentò il problema della cittadinanza. Gli chiesero di cambiarla ma lui si oppose. Allora fu trovato un escamotage: diventare cittadino statunitense solo per un giorno, e in questo modo gli fu consegnato il Premio.
Nel 1958 creò il Festival dei Due Mondi di Spoleto, un genere di kermesse artistico-culturale allora pressoché inesistente in Italia, con il quale intese creare un terreno di contatto fra il mondo artistico europeo e quello americano. Il Festival, di cui per cinquant'anni, fino alla sua morte, Menotti è stato indiscusso conduttore, è presto divenuto una delle più importanti manifestazioni culturali europee, spaziando in tutte le forme artistiche, dalla opera lirica alla prosa, dal balletto alle arti figurative, dalla musica classica e moderna al cinema, e dando vita a partire dagli anni settanta alle manifestazioni "gemelle" di Charleston (Stati Uniti) e Melbourne (Australia). Menotti lasciò la conduzione del festival statunitense nel 1993 per prendere la conduzione dell'Opera di Roma.
. 

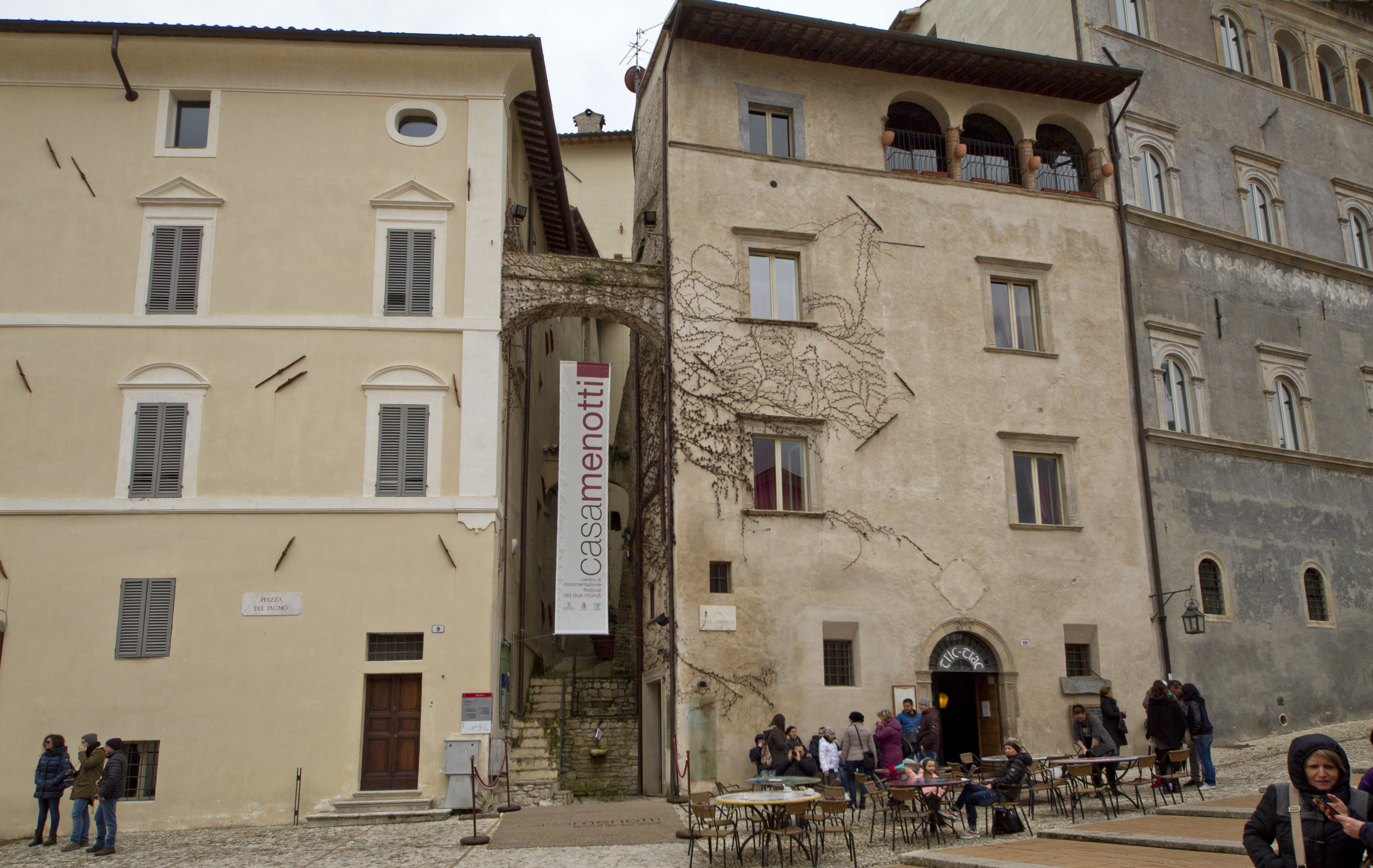
Casa Menotti a Spoleto (2016)

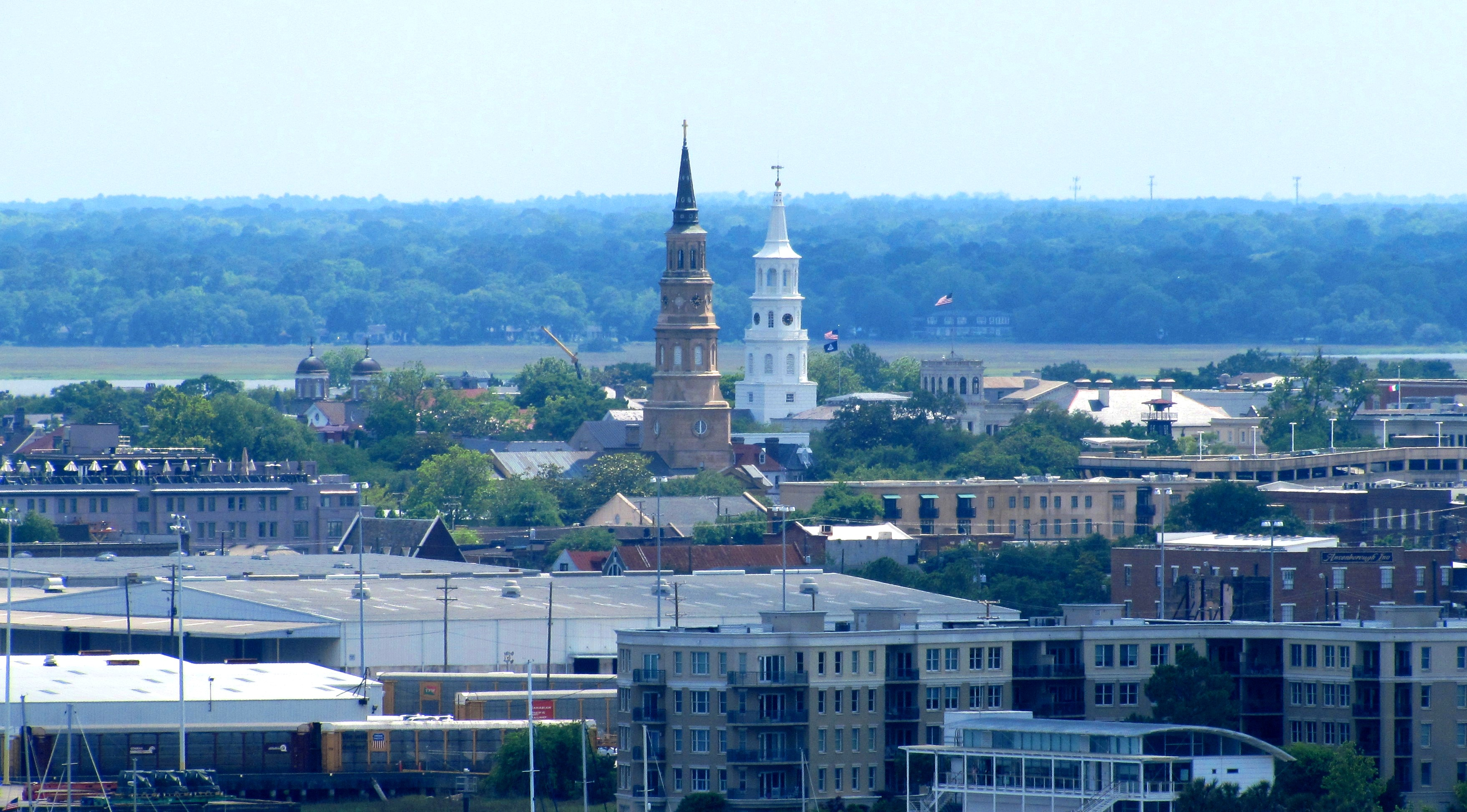
Una veduta di Charleston

Charleston, fondata nel 1670, era già considerata alla soglia dell'anno antecedente all'adesione al Festival dei due Mondi nel 1977, capitale culturale del sud, descritta enfaticamente da William Allen White come la città più civile del mondo e a proposito della quale Jonathan Daniels ebbe a scrivere di non aver mai conosciuto gente con un senso del tempo più chiaro vissuto al ritmo delle buone maniere e del buon vivere. In effetti, sempre in quegli anni Settanta, la città è presentata come l'unica in America ad aver resistito all'intrusione delle torri in vetro cemento nel centro e negli isolati centrali.
Proprio a causa del suo lungo e intenso impegno per la conduzione del Festival dei Due Mondi, dagli anni sessanta in poi limitò notevolmente la sua attività di compositore.
Nel 1976 avviene la prima esecuzione assoluta nella Symphony Hall dell'American Academy of Music di Filadelfia della Sinfonia n. 1 "The Halcyon" di Menotti, diretta da Eugene Ormandy. Nel 1984 fu premiato dal Kennedy Center Honor per meriti artistici e, nel 1991, fu scelto dal Musical America's come "Musician of the Year." Nel 1998, in occasione del settantesimo di costituzione del Comune di Cadegliano-Viconago, fu invitato dall'Amministrazione Comunale a rivisitare il suo paese natale. In quell'occasione gli fu attribuita un'accoglienza trionfale.
Menotti morì a Monte Carlo il 1º febbraio 2007. Per sua volontà è sepolto a Gifford in Scozia, dove possedeva da molti anni una casa chiamata Yester House.
L'Amministrazione comunale di Spoleto e di Cadegliano-Viconago e l'associazione culturale Teatro Blu, con sede nella casa natale del maestro, hanno celebrato nel 2011 il centenario della nascita e il 7 luglio 2011 nasce a Cadegliano il Cadegliano Festival - Piccola Spoleto, festival delle Arti sceniche e figurative dedicato al Maestro Gian Carlo Menotti; al festival, il presidente della Repubblica Italiana Giorgio Napolitano ha conferito una medaglia di rappresentanza.
La sua abitazione a Spoleto, situata in piazza del Duomo, è stata acquistata dalla Fondazione Monini nel 2010, ed è diventata sede del Centro di Documentazione del Festival dei Due Mondi: un piccolo museo denominato Casa Menotti di circa 160 m² inaugurato nel giugno 2011 e gestito dalla Fondazione Monini in stretta collaborazione con il Comune di Spoleto e con la Fondazione Festival dei Due Mondi. Inoltre l'amministrazione gli ha dedicato il maggiore teatro cittadino, il Teatro Nuovo Gian Carlo Menotti.

## Opere
- Amelia al ballo (1937)
- The Old Maid and the Thief opera radiofonica (1939)
- The Island God (1942)
- The Medium (1946)
- The Telephone, or L'Amour à trois (1947)
- The Consul (1950)
- Amahl and the Night Visitors opera televisiva (1951)
- Il medium film (1951)
- The Saint of Bleecker Street (1954)
- Maria Golovin (1958)
- The Death of the Bishop of Brindisi (1963)
- Labyrinth television opera (1963)
- The Last Savage (L'ultimo selvaggio), (1963)
- Martin's Lie (1964)
- Help, Help, the Globolinks! (1968)
- The Most Important Man (1971)
- Tamu-Tamu (1973)
- The Egg (1976)
- The Hero (1976)
- The Trial of the Gypsy (1978)
- Chip and his Dog (1979)
- Juana la Loca (Giovanna la pazza), (1979)
- A Bride from Pluto (1982)
- The Boy Who Grew Too Fast (1982)
- Goya (1986)
- The Wedding (Il matrimonio), (1988)
- Goya [rev.] (1991)
- The Singing Child (1993)